# Austrolimnophila (Austrolimnophila) plumbeipleura
Austrolimnophila (Austrolimnophila) plumbeipleura is een tweevleugelige uit de familie steltmuggen (Limoniidae). De soort komt voor in het Afrotropisch gebied.